# Stan Newens
Arthur Stanley (Stan) Newens (ur. 4 lutego 1930 w Londynie, zm. 2 marca 2021) – brytyjski polityk i nauczyciel, deputowany do Izby Gmin, poseł do Parlamentu Europejskiego II, III i IV kadencji.

## Życiorys
Absolwent historii na University College London. Pracował jako nauczyciel, zajmował różne stanowiska w związku zawodowym National Union of Teachers. Działacz Partii Pracy i Co-operative Party, pełnił funkcję prezesa spółdzielni spożywców London Co-operative Society. W latach 50. był również członkiem skrajnie lewicowej organizacji Socialist Review Group, którą kierował Tony Cliff.
W latach 1966–1970 z okręgu Epping i w latach 1974–1983 z okręgu Harlow zasiadał w Izbie Gmin. W latach 1984–1999 z ramienia laburzystów przez trzy kadencje sprawował mandat eurodeputowanego, wchodząc w skład frakcji socjalistycznej. Pracował m.in. w Komisji ds. Kwestii Politycznych oraz Komisji ds. Zagranicznych, Bezpieczeństwa i Polityki Obronnej.